# Nibea mitsukurii
Nibea mitsukurii är en fiskart som först beskrevs av Jordan och Snyder, 1900.  Nibea mitsukurii ingår i släktet Nibea och familjen havsgösfiskar. Inga underarter finns listade i Catalogue of Life.